# زوالد
زوالد (به آلمانی: Seewald) یک شهر در آلمان است که در بادن-وورتمبرگ واقع شده‌است. زوالد ۲٬۱۶۴ نفر جمعیت دارد.